# 哈德森 (愛荷華州)
哈德森（英語：Hudson）是一個位於美國愛荷華州布萊克霍克縣的城市。

## 地理
哈德森的座標為42°24′32″N 92°27′08″W / 42.40889°N 92.45222°W，而該地的平均海拔高度為275米（即902英尺）。

## 人口
根據2010年美國人口普查的數據，哈德森的面積為21.94平方千米，當中陸地面積為21.76平方千米，而水域面積為0.18平方千米。當地共有人口2282人，而人口密度為每平方千米104人。